# داکترونیکس
داکترونیکس (انگلیسی: Daktronics) شرکت الکترونیک آمریکایی است، که در سال ۱۹۶۸ تأسیس شد.